# Carla Leite
Pour les articles homonymes, voir Leite.
Carla Leite, née le 16 avril 2004 à Poissy dans les Yvelines, est une joueuse française de basket-ball évoluant au poste de meneuse de jeu.

## Biographie
Carla Leite débute le basket-ball à l’âge de neuf ans, dans son village de Lorgues. Elle n’y reste qu’un an « car il n’y avait pas d’équipe filles à Lorgues » et se dirige alors à Draguignan puis au pôle espoirs d’Antibes, passant par la sélection départementale du Var.
En 2019, elle s’engage pour la Tony Parker Academy, défendant les couleurs de l’ASVEL Lyon. Elle se révèle notamment en coupe de France U18 2022 où elle termine meilleure marqueuse, avec entre autres 27 points en finale.
Repérée par François Gomez dès la fin de ses années varoises, elle s’engage avec Tarbes (TGB) pour sa première expérience professionnelle, en raison du projet du club faisant confiance aux jeunes.
Pour sa première saison en Ligue féminine de basket (LFB) avec le Tarbes Gespe Bigorre, elle est élue meilleure jeune du championnat, ce qui lui vaut d’être préselectionnée en équipe de France en vue de l’Euro 2023. Cependant, une blessure au psoas contractée lors des dernières journées de championnat la contraint à déclarer forfait.
Alors qu’elle dispute sous le maillot bleu la coupe d’Europe 3×3 U17 en 2021, ce n’est que lors de l’été 2023 qu’elle porte pour la première fois le maillot de l’équipe de France à cinq, s’étant blessée lors de la préparation du championnat d’Europe des moins de 18 ans 2022. Lors de ce championnat d’Europe des moins de 20 ans, l’équipe de France est sacrée championne d’Europe, Carla Leite étant élue dans le meilleur cinq ainsi que meilleure joueuse de la compétition.
Pour sa deuxième saison en LFB avec le Tarbes Gespe Bigorre, elle termine joueuse la plus décisive et est logiquement  élue meilleure meneuse du championnat. Avec des moyennes de 15,8 points, 2,5 rebonds, 5,5 passes, elle est désignée dans le cinq majeur, avec sa coéquipière  Dominique Malonga.
Le 16 avril 2024, elle est draftée par les Wings de Dallas, au premier tour, à la 9e place de la draft WNBA.
Lors des Playoffs 2024 elle réalise un match inédit avec 26 points à 9/10 au tir, pour éliminer Bourges en quart de finale, ce qui n'était jamais arrivé depuis la montée du club en 1991.
Malgré la draft, elle reste en France et joue une saison à l'ESB Villeneuve-d'Ascq. Elle est choisie en décembre 2024 lors d'une draft d'expansion par la nouvelle franchise des Valkyries de Golden State. Après l'élimination lors du premier tour de l'Euroligue, elle participe à l'Eurocoupe, compétition où le club atteint la finale pour s'imposer face à Universitario de Ferrol, finale où elle est désignée meilleure joueuse,. Le club termine à la neuvième place de la phase régulière du championnat.
Elle fait ses débuts en WNBA lors de la saison 2025. Elle se distingue dès le 24 mai (3e journée) lors de la victoire contre les Sparks de Los Angeles en scorant 19 points en sortie de banc, et démontrant ses capacités d'agressivité offensive, d'adresse et d'animation du jeu (meilleure évaluation de la rencontre). Elle privilégie son début de carrière aux Etats-Unis et comme de nombreuses autres joueuses majeures de l'Equipe de France pour les mêmes raisons, refuse sa sélection pour le Championnat d'Europe féminin de basket-ball 2025, pour lequel elle avait participé activement à la qualification lors de ses deux premières sélections (13 points contre l'Irlande et 9 points contre Israël).

## Palmarès

### En club
- Championne de France Espoirs LFB 2022
- Eurocoupe 2025[13]

### En sélection nationale
- Championne d’Europe des moins de 20 ans : 2023

## Distinctions personnelles

### En club
- Meilleur espoir de la LFB : saison 2022-2023
- Cinq Majeur LFB : saison 2023-2024[7]
- Meilleure joueuse des finales de l'Eurocoupe 2025[14]

### En sélection nationale
- Élue dans le meilleur cinq du Championnat d’Europe des moins de 20 ans 2023
- Meilleure joueuse du Championnat d’Europe des moins de 20 ans 2023